# Éleuthère de Nicomédie
Éleuthère de Nicomédie (mort en 303) est un soldat romain exécuté avec un nombre indéterminé de complices, eux aussi militaires. Saint Éleuthère et ses compagnons ont été exécutés car accusés d'avoir tenté de mettre le feu au palais impérial de l'empereur romain régnant, Dioclétien.
Aucune information supplémentaire ne nous est parvenu sur ce saint,. Il est fêté en tant que martyr le 2 octobre,,.

## Dans la culture populaire
- Éleuthère de Nicomédie est un des saints qui semble revenir à la vie pour punir le révérend Lovejoy dans l'épisode de la saison huit des Simpsons, « Je crois en Marge ».